# Awassi

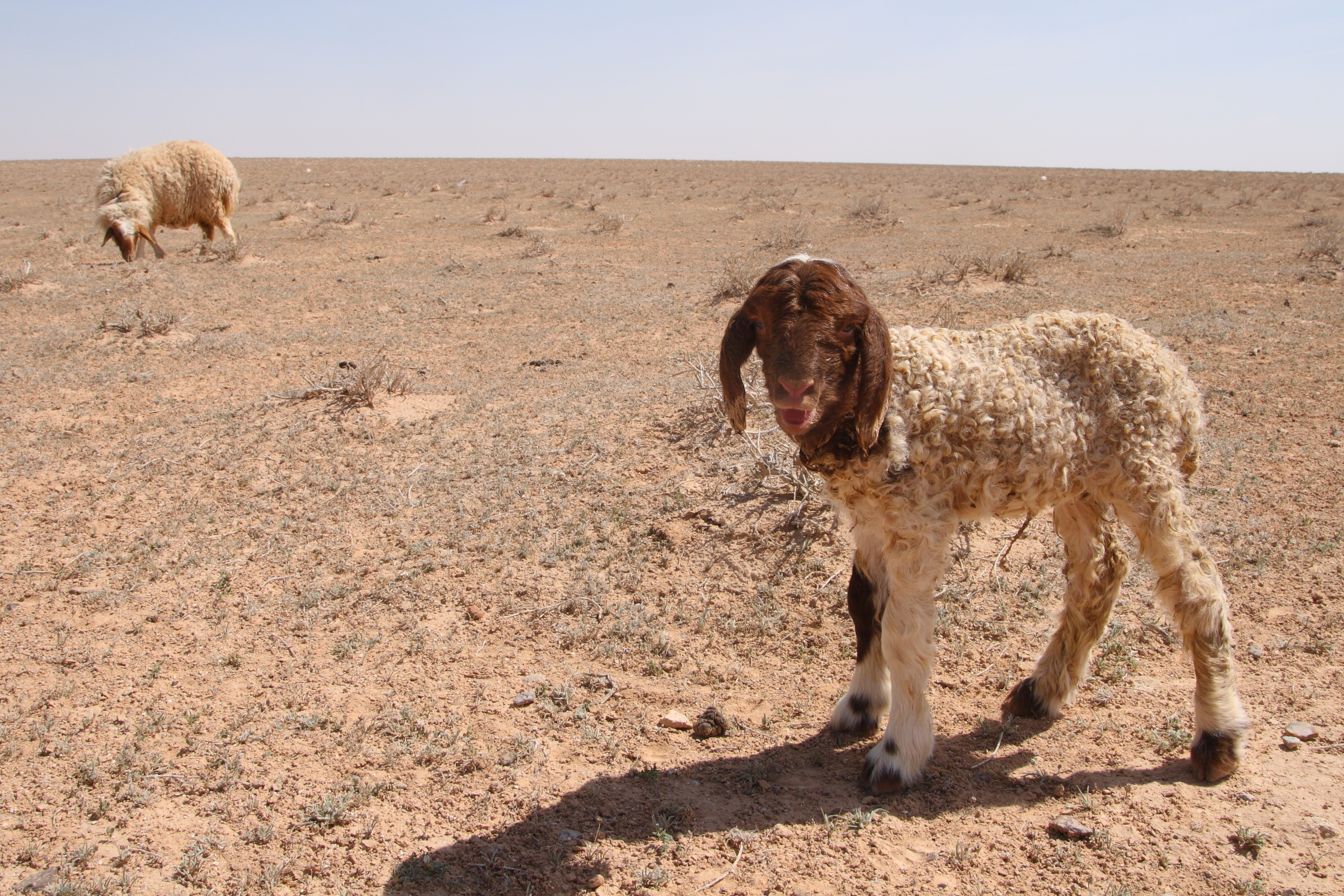
Jehně Awassi

Awassi (arabština: عواسي) je místní plemeno ovcí v jihozápadní Asii, bylo vyšlechtěno v Syrské poušti. Jedná se o vícebarevné plemeno, srst je bílá (někdy také černá nebo hnědá) s hnědou hlavou a končetinami.

## Místo výskytu
Awassi je nejrozšířenější plemeno ovcí v arabských zemích. Je běžné ve většině zemí Středního východu, včetně Saúdské Arábie, Jordánska, Iráku, Sýrie, Libanonu, Izraele, Palestiny a Egypta. Jedná se o extrémně vytrvalé plemeno, které bylo po staletí dobře přizpůsobeno kočovnému a sedavějšímu hospodaření na venkově. Awassi je běžným hospodářským plemenem v těchto oblastech a často se také používá k vylepšování genomu jiných plemen.

## Popis
Awassi se chová pro maso i vlnu, především však pro mléko. Má jedinečné fyziologické vlastnosti, jako je odolnost vůči mnoha chorobám a parazitům, je schopna dlouhých pochodů za pastvou, snáší extrémní teploty a jiné nepříznivé podmínky a horší krmení. Snadno se přizpůsobuje různým prostředím, přičemž poskytuje stejný užitek jako ve svém domácím prostředí. Ovce awassi jsou dobře přizpůsobeny chudým středomořským pastvám a mohou kompenzovat podvýživu v suché sezóně pomocí zásob energie skladovaných v tuku. Má výborné mateřské schopnosti. Vzhledem k vysokému potenciálu produkce mléka v drsných podmínkách může být plemeno awassi použito i při zlepšování produkce mléka mnoha domorodých asijských a afrických plemen.
Awassi snáší široké spektrum způsobů chovu od kočovných stád, která se pasou na přírodních pastvinách v polosuchých oblastech, kde je jehněčí primárním produktem, po intenzivní zemědělství, které využívá mléko i maso. Je ceněna pro svou odolnost a adaptabilitu